# Мульков, Николай Александрович
Николай Александрович Мульков (15 [27] ноября 1890 — не ранее 1952) — военный лётчик. Подполковник Российской императорской армии (1917), участник Первой мировой войны. Кавалер ордена Святого Георгия 4-й степени (1915) и Георгиевского оружия (1917). После Октябрьской революции вступил в Красную армию, служил на различных должностях, связанных, преимущественно, с преподавательской деятельностью в области военной авиации. Член Всесоюзной Коммунистической партии (большевиков) с 1939 года. В 1945 году получил звание полковника.

## Биография
Николай Мульков родился 15 ноября 1890 года в Гродненской губернии в семье мещан. В 1908 году окончил Либавское реальное училище, после чего до 1910 года обучался в Казанском военном училище.
6 августа 1910 года Николай Мульков по окончании обучения был выпущен в 4-й сапёрный батальон в чине подпоручика. 19 сентября 1910 года назначен младшим офицером в этом батальоне. С сентября 1911 года до сентября 1912 года проходил курс обучения в Офицерской воздухоплавательной школе. 7 ноября 1912 года получил назначение в 5-ю воздухоплавательную роту. С 30 марта по 21 ноября 1913 года проходил обучение в Авиационном отделе Офицерской воздухоплавательной школы. 1 октября 1913 года произведён в поручики, а после окончания обучения 21 ноября 1913 года получил звание военного лётчика и переведён младшим офицером в 5-й авиационный отряд 6-й авиационной роты. 6 февраля 1914 года подразделение, в котором служил Мульков, было переименовано в 6-й полевой авиационный отряд, а позже в 24-й корпусный авиационный отряд. 11 июня 1915 года был назначен его командиром, а с 29 июня 1916 года занимал должность командира 3-го авиационного отряда истребителей. 19 мая 1916 года Николай Мульков был произведён в чин штабс-капитана, 17 августа 1917 года в капитаны, а на следующий день — в подполковники.
В феврале — марте 1918 года служил слушателем Николаевской военной академии, затем начал службу в Красной армии. С августа 1918 года был сотрудником для особых поручений по оперативной части при штабе 3-й армии, 1 сентября 1919 года Мульков занял должность начальника Оперативного отдела Управления штаба 12-й армии, 7 мая 1920 года его назначили помощником начальника Оперативного управления штаба 13-й армии, а с 3 августа 1920 года был «исправляющим должность» начальника этого управления. С ноября 1920 года по март 1921 года служил начальником отделения Укрепленных районов при штабе войск Украинской ССР. С марта по август 1921 года - лётчик-наблюдатель в 20-м авиационном отряде, но по состоянию здоровья был отстранён от полётов. 24 ноября 1921 года назначен заведующим аэродромом отряда, а 20 мая 1922 года вновь получил должность военного лётчика.
Летом 1922 года Мульков перешёл на преподавательскую работу. С августа 1922 по октябрь 1923-го работал старшим инструктором Высшей военной школы воздушной стрельбы и бомбометания РККВФ, со 2 октября 1923 года начальником технической части школы, а с 9 марта 1925 года занимал должность начальника части учёта и снабжения. 1 марта 1927 года был назначен помощником Высшей школы воздушного боя Военно-воздушных сил Красной армии по технической части, а 28 февраля 1929 года занял должность преподавателя в 3-й военной школе лётчиков и лётчиков-наблюдателей им. К. Е. Ворошилова. 28 января 1936 года Николай Александрович был освобождён от должности преподавателя и назначен начальником цикла материальной части и теории авиации учебной бригады лётчиков в этой школе. 14 марта 1936 года получил звание майор и должность начальника цикла материальной части Оренбургского военного авиационного училища. В 1939 году вступил в ВКП(б). 25 апреля 1939 года занял должность старшего преподавателя в 1-м военном авиационном училище им. В. П. Чкалова. С августа по декабрь 1940 года занимал должность старшего преподавателя класса моторов. С декабря 1940 года по июнь 1946 года был начальником отдела учебно-лётной подготовки и начальником штаба Черниговской военной авиационной школы. 11 сентября 1940 года получил звание подполковника, а 21 февраля 1945 года — полковника.
В июне 1946 года был зачислен в резерв Военно-воздушных сил Красной армии, прикомандирован к Управлению Военно-воздушных сил Северо-Кавказского военного округа. 19 сентября 1946 года уволен в запас по состоянию здоровья. 31 декабря 1951 года «переведён в отставку по возрасту».

## Награды
Николай Александрович Мульков был удостоен ряда российских и советских наград.
Российские:
- орден Святого Георгия 4-й степени (Высочайший приказ от 22 мая 1915)
— «за то, что 29-го октября 1914 г. под крепостью Перемышль, вылетел при исключительно трудных условиях погоды, преследуя заранее обдуманное намерение взорвать замеченный патронный склад и с явной опасностью для жизни, находясь в сфере жестокого орудийного и пулеметного огня, пробившего аппарат в пяти местах, бросил с высоты менее 900 метров две бомбы, из которых второй поджог и взорвал патронный склад, вызвав тем панику в гарнизоне крепости»;
- Георгиевское оружие (Приказ по армии и флоту от 31 июля 1917)
— «за то, что 17-го мая 1916 г., во время воздушной разведки у д. Стволовичи, встретив германский аэроплан типа „Альбатрос“, несмотря на сильный артиллерийский огонь с позиций противника и пулеметный с аэроплана, смело пошел навстречу врагу; сблизившись с неприятельским аэропланом, дал возможность своему наблюдателю открыть огонь из пулемета с близкой дистанции и подбить немецкий „Альбатрос“, который и упал в районе д. Стволовичи»;
- орден Святой Анны 2-й степени (Высочайший приказ от 29 июня 1915);
- орден Святой Анны 3-й степени (Высочайший приказ от 5 ноября 1914)
- орден Святого Станислава 2-й степени с мечами (Высочайший приказ от 5 апреля 1915)
— «за воздушные разведки в октябре 1914 г.»;
- орден Святого Станислава 3-й степени (Высочайший приказ от 21 октября 1913).

Советские:
- орден Ленина (21 февраля 1945);
- орден Красного Знамени (3 ноября 1944);
- медаль «XX лет РККА» (22 февраля 1938);
- медаль «За победу над Германией в Великой Отечественной войне 1941—1945 гг.» (9 мая 1945);
- золотые часы (за участие в боевых действиях в составе 13-й армии РККА против Русской армии Врангеля).